# Kaori Nazuka
Kaori Nazuka (名塚 佳織 Nazuka Kaori?) es una seiyū japonesa nacida el 24 de abril de 1985 en Tokio. Ha participado en series como Soul Eater, Blood+, Fruits Basket, Eureka Seven y Fullmetal Alchemist: Brotherhood, One Piece, entre otras.

## Datos personales
Nació el 24 de abril de 1985 en Tokio. Su tipo de sangre es B y mide 1,60m. Sabe tocar el violín y practica snowboard y natación.
El 21 de febrero de 2011 anunció su casamiento. El 1° de enero de 2012 confirmó el nacimiento de su primera hija.

## Roles interpretados

### Series de Anime
- .hack//Roots como Shino
- .hack//SIGN como Subaru
- 07 Ghost como la Hermana Libelle
- A.I.C.O.: Incarnation como Haruka Seri
- Akagami no Shirayukihime como Kiki Seiran
- Akame ga Kill! como Chelsea
- Amagami SS como Tsukasa Ayatsuji
- Amnesia como la Heroína
- Avenger como Chris
- Bamboo Blade como Mei Ogawa
- Basilisk: Ouka Ninpouchou como Namenba
- Beyblade: Metal Fusion como Yu Tendo
- Beyblade: Metal Masters como Yu Tendo
- Blood+ como Monique y Sonya
- Boku no Hero Academia como Tooru Hagakure y Mount Lady
- Boku no Hero Academia 2 como Tooru Hagakure y Mount Lady
- Bokurano como Tsubasa
- Bungō Stray Dogs 2 como Margaret Munnerlyn Mitchell
- Chrome Shelled Regios como Saya
- Code Geass como Nunnally Lamperouge
- Code Geass R2 como Nunnally Vi Britannia
- Code-E como Sonomi Kujo
- D.Gray-man como Chomesuke (Sachiko)
- Darker than Black como Pai
- Detective Conan como Chiaki
- Di Gi Charat Nyo como Usuzu-chan
- Eureka Seven como Eureka
- Eureka Seven: AO como Eureka
- Fairy Tail como Jenny Realight
- Fate/kaleid liner Prisma Illya como Miyu Edelfelt
- Fate/kaleid liner Prisma Illya 3rei! como Miyu Edelfelt
- Fruits Basket como Kisa Sōma
- Fullmetal Alchemist: Brotherhood como Maria Ross
- Futari wa Pretty Cure como Kyoko Mori
- Futari wa Pretty Cure Max Heart como Kyoko Mori
- Gakuen Utopia Manabi Straight! como Mai Takeuchi
- Galaxy Angel X como Jibaku-chan
- GeGeGe no Kitarō (2007) como Maiko
- Ghost Hunt como Mai Taniyama
- Gosick como Orphan
- Haikyū!! como Kiyoko Shimizu
- Hakushaku to Yōsei como Banshee
- Hisone to Maso-tan como Mayumi Hitomi
- Idolmaster: Xenoglossia como Ami Futami
- Innocent Venus como Sana Nobuto
- Inukami! como Nadeshiko
- Ito Junji: Collection como Yuuko
- Itoshi no Mūko como Shinohara
- Jigoku Shōjo Futakomori como Yuriko Kanno
- Kami Nomi zo Shiru Sekai: Megami-Hen como Tenri Ayukawa (Diana)
- Kämpfer como Shizuku Sangō
- Kyōkai Senjō no Horizon como Heidi Augesvarer
- Kyōkai Senjō no Horizon II como Heidi Augesvarer
- K Project como Dōhan Hirasaka
- Los miserables como Cosette
- Mitsuboshi Colors como la madre de Sacchan
- Mnemosyne como Mishiho Maeno
- Mokke como Tomoko Iida
- Motto To Love-Ru como Yui Kotegawa
- Mushishi como Aya (mayor)
- Nagi no Asukara como Akari Sakishima
- Nanaka 6/17 como Satsuki Arashiyama
- Natsu no Arashi! como Kaja Bergmann
- Noein como Miho Mukai
- Non Non Biyori como Kazuho Miyauchi
- Ojarumaru como Kanae, Kimiko (Ooyake-chan) y Koishi
- One Piece como Soran y Yoko
- Ore no Kanojo to Osananajimi ga Shuraba Sugiru como Saeko Kiryū
- Otome Yōkai Zakuro como Tae
- Over Drive como Yuki Fukazawa
- Pokémon: Diamante y Perla como Ishizu
- Re:Zero kara Hajimeru Isekai Seikatsu como Frederica Baumann
- Rental Magica como Lapis
- Robotics;Notes como Frau Kōjiro
- Shugo Chara! como Misaki Watarai
- Sket Dance como Kaoru Yagi
- Soul Eater como Tsubaki Nakatsukasa
- Soul Eater Not como Tsubaki Nakatsukasa
- Spice and Wolf como Chloe
- Strike Witches como Lynette Bishop
- Sumomo mo Momo mo como Tenten Koganei
- Tetsuwan Birdy: Decode como Capella Titis
- To Love-Ru como Yui Kotegawa
- To Love-Ru Darkness como Yui Kotegawa
- To Love-Ru Darkness 2nd como Yui Kotegawa
- True Tears como Hiromi Yuasa
- Tsubasa: RESERVoir CHRoNiCLE como Chii
- Tytania como Lydia
- UFO Baby como Miyu Kōzuki
- Yumeiro Patissiere como Miyabi Kashino
- Zenmai Zamurai como Wataame-hime
- Kage no Jitsuryokusha ni Naritakute! como Aurora

### OVAs
- .hack//G.U. Returner como Shino
- .hack//GIFT como Subaru
- .hack//Unison como Subaru
- Code Geass: Nunnally in Wondeland como Nunnally Lamperouge
- Code Geass R2: Zero Requiem como Nunnally Vi Britannia
- Detroit Metal City como la madre de Karauser-tan, Nina y Shigemi
- Kami Nomi zo Shiru Sekai: Ayukawa Tenri's Arc como Tenri Ayukawa (Diana)
- Kämpfer für die Liebe como Shizuku Sangō
- Strike Witches como Lynette Bishop
- Tetsuwan Birdy como Capella Titis
- To Love-Ru como Yui Kotegawa
- To Love-Ru Darkness como Yui Kotegawa
- Tsubasa: Shunraiki como Amaterasu

### ONAs
- Girl Friend Note como Fumio Murakami

### Especiales
- Ryū no Haisha como Arisugawa

### Películas
- K missing kings como Hirasaka Douhan
- One Piece Film: Red como Uta
- .hack//G.U. Trilogy como Shino
- Gekijōban Fate/kaleid liner Prisma Illya: Yukishita no Chikai como Miyu Edelfelt
- Kōkyō Shihen Eureka Seven: Pocket ga Niji de Ippai como Eureka
- Metal Fight Beyblade VS Taiyō Shakunetsu no Shinryakusha como Yu Tendo
- Strike Witches como Lynette Bishop

### Videojuegos
- .hack//G.U. Shino
- .hack//Infection como Terajima Ryoko
- .hack//Link como Shino, Subaru y Terajima Ryoko
- .hack//Mutation como Subaru y Terajima Ryoko
- .hack//Outbreak como Subaru y Terajima Ryoko
- Amagami como Tsukasa Ayatsuji
- Another Century's Episode 3 como Eureka
- Assassin's Creed II como Caterina Sforza
- Assassin's Creed: Brotherhood como Caterina Sforza
- Grisaia: Phantom Trigger como Christina Sakurako Kujirase[3]
- Robotics;Notes como Frau Kōjiro
- Super Robot Wars Z como Eureka
- Tales of Innocence como Ange Serena
- YU-NO: A girl who chants love at the bound of this world como Ayumi Arima
- Flowers -Le Volume sur Printemps como Suoh Shirahane
- Flowers -Le volume sur ete como Suoh Shirahane
- Granblue Fantasy como Charlotta
- Armored Core For Answer como Lilium Wolcott
- Blue Archive como Hibiki Nekozuka

### CD Drama
- Amagami (volúmenes 2 y 6) como Tsukasa Ayatsuji
- Idolmaster: Xenoglossia (volúmenes 1, 2 y 3) como Ami Futami
- Tales of Innocence como Ange Serena

### Doblaje
- Dragon Tiger Gate (2006) como Ma Xia Ling
- My Little Pony: La Magia de la Amistad como Reina Chrysalis

## Música
- Interpretó el sexto ending de Amagami SS: Nageki no Tenshi.[4]
- Cantó el ending Heart no Tsubasa de la serie UFO Baby.[5]
- Para la serie Natsu no Arashi! Akinai-chū cantó el ending Otome no Junjo en compañía de Ryōko Shiraishi, Ai Nonaka y Yui Horie.[6]
- Para la primera temporada de Strike Witches interpretó el ending Bukkumaaku A・Heddo, que también interpretaron Misato Fukuen, Saeko Chiba, Miyuki Sawashiro, Rie Tanaka, Mie Sonozaki, Sakura Nogawa, Chiwa Saito, Ami Koshimizu, Mai Kadowaki y Erika Nakai. En la segunda temporada interpretó el ending Over Sky con Misato Fukuen y Miyuki Sawashiro.[7][8]